# Gao Ertai
Gao Ertai, escritor, calígrafo y artista nació en 1935 cerca de Nankín. Es reconocido en China por sus contribuciones a la teoría estética  y a la enseñanza. Gao fue detenido y condenado a trabajos forzados  por el gobierno chino debido a su trabajo y ha estado entrando y saliendo del campo durante más de veinte años. Finalmente, su esposa Maya y él escaparon a Hong Kong y ahora viven en Las Vegas. Ha publicado cuatro colecciones de ensayos sobre la belleza y la libertad en chino. Partes de In search of my Homeland, biografía y memorias de sus años de persecución, han sido traducidas y publicadas en francés y alemán. Gao es actualmente profesor visitante en la Universidad de Nevada en Las Vegas y, en el pasado, enseñó en la Universidad de Lanzhou, la Universidad Normal de Sichuan, la Universidad de Nankai y la Universidad de Nankín.

## Trabajos seleccionados
- On beauty (1957)
- The Struggle of Beauty and Beauty (1987)
- The Symbol of Freedom (1987)
- In Search of My Homeland (2009)